# فرضية

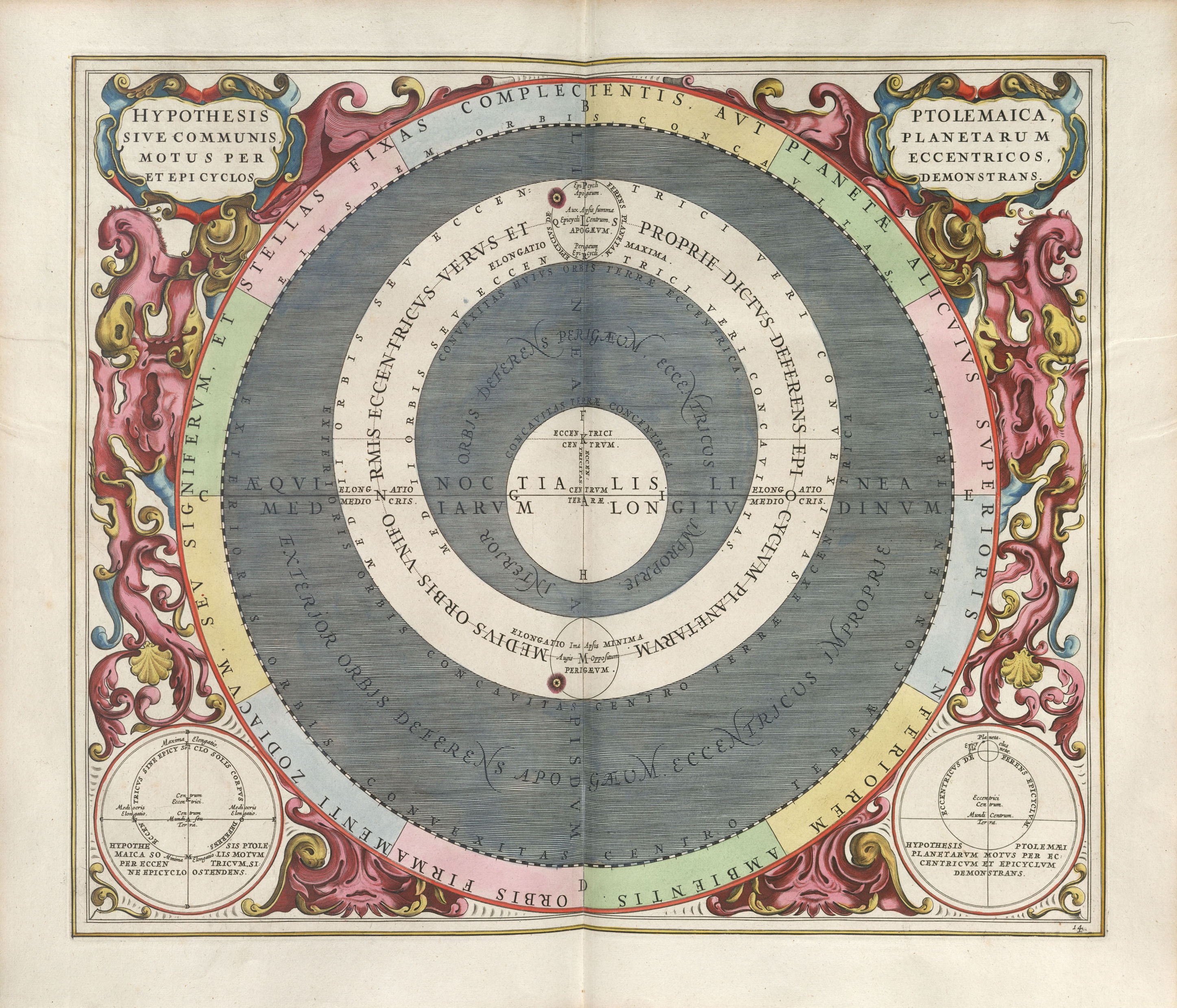

الفَرْضِيَّة (بتسكين الراء؛ مصدرٌ صناعيٌّ مِن الفَرْض) (الجمع: فَرْضِيَّات) تفسيرٌ مقترح لظاهرة ما. يشترط المنهج العلمي قدرة المرء على اختبار الفَرْضية لتصير علمية. ويبني العلماء الفَرْضيات العلمية عمومًا على ملاحظات سابقة لا تُفسَّر تفسيرًا مُرضيًا بالنظريات العلمية المتوافرة. والفَرْضية العلمية لا تكافئ النظرية العلمية، وإنِ استُعملت كلمتا «فَرْضية» و«نَظَرية» مترادفَينِ غالبًا. أما الفَرْضية الإجرائية فهي فَرْضية مقبولة مقترحة مؤقتًا لزيادة البحث، في عملية تبدأ بتخمين أو فكرة علمية.
ولمصطلح الفرضية معنًى مختلف في المنطق الصُّوري، ليشير إلى مُقدَّم قضية ما؛ فتشير س في القضية «إذا كانت س، فإن ص» إلى الفرضية (أو المُقدم)؛ وتسمى ص باسم التالي. تمثل س الافتراض في سؤال ماذا لو (ربما العكس).
وقد يشير الوصف الفَرْضي، الذي يعني «اتصافه بطبيعة الفرض»، أو «يُفترض وجوده نتيجةً مباشرةً للفرض»، إلى إحدى تلك المعاني لمصطلح «فرضية».

## الاستعمالات
تشير الفرضية في استعمالها القديم إلى ملخص لحبكة الدراما الكلاسيكية. تأتي الكلمة الإنجليزية hypothesis من اللغة اليونانية القديمة ὑπόθεσις، والتي تعني «أن يضع تحت» أو «أن يفترض».
يشرح سقراط الفضيلة في محاورة مينون لأفلاطون (86إي – 87ب) من خلال المنهج الذي يستخدمه علماء الرياضيات، والذي يعتبر «تحقق من الفرضية». تشير الفرضية بهذا المعنى، إلى فكرة بارعة أو إلى مدخل رياضي ملائم والذي يبسط الحسابات المعقدة. أعطى الكاردينال بيلارمين مثالًا مشهورًا لهذا الاستخدام في التحذير الموجه إلى جاليليو في أوائل القرن السابع عشر: لا يجب أن يتعامل مع فكرة حركة الأرض باعتبارها حقيقة، ولكن باعتبارها مجرد فرضية.
تشير الفرضية في الاستخدام العام في القرن الحادي والعشرين إلى فكرة مؤقتة تتطلب ميزة التقييم. ومن أجل التقييم السليم، يحتاج واضع الفرضية إلى تعريف التفاصيل بمصطلحات إجرائية. تتطلب الفرضية مزيدًا من العمل من جانب الباحث لكي يؤكدها أو يفندها. وفي الوقت المناسب، قد تصبح الفرضية المؤكدة جزءًا من النظرية، وأحيانًا قد تتطور لتصبح هي ذاتها الفرضية. وعادة ما تأتي الفروض العلمية في صورة نموذج رياضي. يمكن للمرء أيضًا في بعض الأحيان، ولكن ليس دائمًا، أن يصيغ الفروض باعتبارها عبارات وجودية، مع الإشارة إلى امتلاك بعض الحالات المعينة للظاهرة قيد الفحص لبعض التفسيرات السببية والمميزة، والتي تمتلك صورة عامة للعبارات المُعممة، ومع الإشارة إلى أن كل حالة من الظاهرة لديها سمة معينة.
تُستخدم الفرضية في علم ريادة الأعمال لصياغة أفكار مؤقتة داخل بيئة العمل. تُقيَّم الفرضية بعد ذلك، إذ يُبرهن على «صحتها» أو «خطأها» من خلال تجربة موجهة تكذيبية أو تحققية.
تؤدي أي فرضية مفيدة إلى تنبؤات من خلال التفكير المنطقي (بما في ذلك التفكير الاستنباطي). فربما تتنبأ الفرضية بنتائج تجربة أجريت في بيئة معملية أو ملاحظة لظاهرة في الطبيعة قد يذكر التنبؤ أيضًا الإحصاءات ويتحدث فقط عن الاحتمالات. حاجج كارل بوبر، متبعًا نهج الآخرين، أن الفرضية يجب أن تكون قابلة للتكذيب، وأن المرء لا يمكنه أن ينظر إلى القضية أو النظرية باعتبارها علمية، إذا لم يتوفر احتمالية لكذبها. رفض فلاسفة العلم الآخرون معيار قابلية التكذيب أو استكملوه بمعايير أخرى مثل التحققية (على سبيل المثال مبدأ التحقق) أو الترابطية (على سبيل المثال كلية التأكيد). يتضمن المنهج العلمي التجريب، من أجل اختبار قابلية بعض الفروض للإجابة بشكل كاف على السؤال قيد البحث. وفي المقابل، ليس من المرجح أن تقدم الملاحظة غير الموجهة موضوعات غير مفسرة أو أسئلة مفتوحة في العلم، مثل إعداد تجربة حاسمة من أجل اختبار الفرضية. وربما تُستخدم التجربة الفكرية أيضًا من أجل اختبار الفرضية كذلك.

## اقرأ أيضا
- الأمور الاعتبارية
- الكليات الفرضية
- القسمة الفرضية
- قضية وهمية
- الفرض
- الافتراض
- حدسية
- ظنية
- دراسة حالة
- سببية
- تعلم
- منطق
- فرضية العدم
- اختزالية
- منهج علمي
- نظرية
- تجربة فكرية
- تجريبية
- وضعية منطقية
- برهان بالتناقض